# Naproxen
Naproxen ist ein Arzneistoff, der schmerzlindernd, fiebersenkend und entzündungshemmend wirkt. Naproxen ist chiral, es wird ausschließlich das (S)-Enantiomer als Arzneistoff verwendet. Chemisch gesehen handelt es sich um ein Arylpropionat.

## Geschichte
Naproxen wurde 1968 von der mexikanischen Firma Syntex patentiert und 1973 vorgestellt; Naproxen-Natrium durch Hoffmann-La Roche 1980. Im März 2002 wurde es in Deutschland für Einzeldosen unter 250 mg aus der Rezeptpflicht entlassen.

## Herstellung
Zur chemischen Synthese von Naproxen werden mehrere Verfahren beschrieben, darunter auch die Racematspaltung von (RS)-2-(6-Methoxy-2-naphthyl)propionsäure sowie eine asymmetrische Synthese.
Naproxen kann auch durch eine enantioselektive Synthese aus 2-(6-Methoxy-2-naphthyl)acrylsäure hergestellt werden. Danach wird diese an, mit bidentaten Diphosphinliganden und Acetaten komplexierten, Ruthenium-Katalysatoren in Methanol als Lösungsmittel zum (S)-Naproxen hydriert (asymmetrische Hydrierung). Bei Wasserstoffdrücken um 135 bar werden exzellente Ausbeuten von 92 % und ein Enantiomerenüberschuss von 97 % erzielt.

## Stereoisomerie
Naproxen wird als Arzneistoff ausschließlich als (S)-Enantiomer eingesetzt. Nur dieses ist als nichtsteroidales Antiphlogistikum wirksam.

## Wirkung und Wirkungsweise
Naproxen hemmt die Bildung von Prostaglandinen nicht nur durch Inhibition der Cyclooxygenase, sondern auch der hormonsensitiven Lipase. Prostaglandine sind Botenstoffe, welche die Nervenenden reizen, worauf diese dann Schmerzsignale zum Gehirn aussenden. Da dieser Vorgang gehemmt ist, kommt das Schmerzsignal nicht mehr im Gehirn an, und so entsteht die schmerzstillende Wirkung.

## Anwendungen
Naproxen wird Frauen gegen Menstruationsbeschwerden oder nach Einsetzen einer Spirale verabreicht. Weitere Anwendungsgebiete sind Rheuma und Schwellungen und Entzündungen jeglicher Art (z. B. nach Operationen), aber auch als Schmerzmittel für kleinere Operationen wie beispielsweise Zahnextraktionen. In den Vereinigten Staaten ist Naproxen als allgemeines Schmerzmittel üblich.

### Dosierung
Die maximale gesamte Tagesdosis für Erwachsene beträgt 1250 mg Naproxen, wobei die Aufteilung auf zwei bis drei Einzeldosen mit je 200–400 mg üblich ist. Für Kinder über 11 Jahren beträgt die Tageshöchstdosis 15 mg pro Kilogramm Körpergewicht.

## Pharmakokinetik
Naproxen wird hauptsächlich im Dünndarm resorbiert, aber auch teilweise im Magen. Die Bioverfügbarkeit beträgt 80–100 %. Nach 2–4 h werden maximale Plasmaspiegel gemessen. Naproxen zeichnet sich durch eine für nichtsteroidale Antirheumatika (NSAR) sehr lange Plasmahalbwertszeit aus (10–18 h). Der Wirkstoff wird hepatisch metabolisiert, wobei es zu Glucuronidierung und Demethylierung kommt. Die Ausscheidung der Metaboliten erfolgt über die Niere.

## Nebenwirkungen
Nebenwirkungen können auftreten. Nachfolgend die wichtigsten:
- Leber- und Nierenstörungen
- Magen/Darm-Geschwüre
- Übelkeit, Erbrechen
- Hautreizungen (allgemein allergische Reaktionen, wie beispielsweise Urtikaria)
- Schwellungen im Gesicht
- Asthma
- Durchfall
- Blutungen der Magenschleimhaut (welche lebensbedrohlich sein können)
- Zentralnervöse Störungen wie z. B. Benommenheit, Müdigkeit, Kopfschmerzen, Sehstörungen (wie z. B. Blitze vor dem Auge bzw. vor den Augen) und bzw. oder Schwindel
- anaphylaktischer Schock infolge einer allergischer Reaktion
- Erhöhtes Risiko für Schlaganfall[13]

Naproxen weist im Vergleich zu anderen NSAR (nichtsteroidales Antiphlogistikum) das geringste Risiko für Herzinfarkte und Schlaganfälle auf.
Kinder und Jugendliche unter 12 Jahren dürfen kein Naproxen einnehmen. Ältere Personen sollen geringe Dosierungen einhalten. Außerdem soll ausreichend Wasser dazu getrunken werden.

### Schwangerschaft und Stillzeit
Nach aktuellem Wissensstand erhöhen Naproxen und andere NSAR in den ersten zwei Dritteln der Schwangerschaft nicht das Fehlbildungsrisiko. Aufgrund der schlechten Datenlage wird jedoch von der Einnahme von Naproxen abgeraten. Es sollte stattdessen das besser untersuchte NSAR Ibuprofen bevorzugt werden. Ab der 28. Schwangerschaftswoche dürfen Naproxen, Ibuprofen und sämtliche NSAR nicht mehr eingenommen werden, da es durch den vorzeitigen Verschluss des Ductus arteriosus Botalli zu Schädigungen des Fetus kommen kann. In dieser Zeit darf nur das Schmerzmittel Paracetamol angewendet werden.
Während der Stillzeit sollte Naproxen aufgrund seiner langen Halbwertszeit nicht angewendet werden, es sei denn, der behandelnde Arzt hält dies für dringend erforderlich. Ibuprofen und Paracetamol sind zu bevorzugen.

## Wechselwirkungen
- NSAR: Bei Medikamenten mit ähnlicher Wirkung wird das Risiko der oben angeführten Nebenwirkungen deutlich erhöht, weshalb Naproxen nicht mit anderen NSAR, wie z. B. Ibuprofen, kombiniert werden darf.
- Alkohol: Bei der Kombination mit Naproxen können die von Alkohol verursachten Nebenwirkungen auf das ZNS oder den Verdauungstrakt auf unvorhersehbare Weise verstärkt werden.
- Antikoagulanzien und Thrombozytenaggregationshemmer: Bei gleichzeitiger Einnahme gerinnungshemmender Medikamente (Marcumar, Clopidogrel) besteht eine erhöhte Blutungsgefahr.
- Blutdrucksenkende Medikamente: Die Wirkung von Diuretika und Antihypertensiva (z. B. ACE-Hemmer, Betablocker) kann durch Naproxen abgeschwächt werden. Außerdem ist in Kombination eine Einschränkung der Nierenfunktion möglich, weshalb die gleichzeitige Einnahme besonders bei älteren Patienten kritisch hinterfragt werden sollte.
- Glucocorticoide: Cortison und andere Glucocorticoide erhöhen das Risiko von gastrointestinalen Blutungen stark, wenn sie mit Naproxen kombiniert werden.
- Methotrexat: Naproxen hemmt die Ausscheidung des Rheuma-Medikaments Methotrexat über die Niere und erhöht dadurch dessen Plasmakonzentration und Toxizität.
- SSRI: Die Kombination von Naproxen mit Antidepressiva aus der Gruppe der selektiven Serotonin-Wiederaufnahmehemmer kann das Risiko von gastrointestinalen Blutungen erhöhen, da das für die Funktion von Thrombozyten wichtige Serotonin nicht in diese aufgenommen werden kann.[16]

Naproxen kann die Wirkung weiterer Medikamente verstärken oder abschwächen.

## Handelsnamen
Monopräparate:
Alacetan (D), Aleve (D, A, CH, USA), Analgesin Forte (Ungarn), Apranax (CH), Dolormin für Frauen (D), Dolormin GS (D), Dysmenalgit (D), Miranax (A), Mobilat Schmerztabletten (D), Naprobene (A), Naproxen (D), Proxen (D, A, CH), zahlreiche Generika (D, A, CH)
Kombipräparate:
Vimovo (D, A, CH): Das Präparat enthält neben Naproxen den Protonenpumpenhemmer Esomeprazol.